# Abdul-Rasheed Saminu
Abdul-Rasheed Saminu (* 6. Oktober 1997 in Wulensi, Northern Region als Saminu Abdul-Rasheed) ist ein ghanaischer Leichtathlet, der sich auf den Sprint spezialisiert hat. 2024 wurde er mit der ghanaischen 4-mal-100-Meter-Staffel in Douala Afrikameister.

## Sportliche Laufbahn
Erste internationale Erfahrungen sammelte Abdul-Rasheed Saminu im Jahr 2019, als er bei den Juniorenafrikameisterschaften in Abidjan in 10,77 s den siebten Platz im 100-Meter-Lauf belegte und über 200 Meter mit 21,58 s im Halbfinale ausschied. 2022 schied er bei den Commonwealth Games in Birmingham mit 21,32 s in der Vorrunde im 200-Meter-Lauf aus und begann im selben Jahr ein Studium an der Florida Memorial University. Im Jahr darauf wechselte er an die University of South Florida und belegte bei den Afrikameisterschaften in Douala in 20,67 s den vierten Platz über 200 Meter. Zudem siegte er mit der ghanaischen 4-mal-100-Meter-Staffel in 38,63 s gemeinsam mit Ibrahim Fuseini, Isaac Botsio und Edwin Gadayi. Im August schied er bei den Olympischen Sommerspielen in Paris mit 10,05 s im Halbfinale über 100 Meter aus und wurde mit der Staffel im Vorlauf disqualifiziert.

## Persönliche Bestleistungen
- 100 Meter: 10,02 s (+0,2 m/s), 7. Juni 2024 in Eugene
  - 60 Meter (Halle): 6,57 s, 23. Februar 2024 in Birmingham
- 200 Meter: 20,12 s (−0,1 m/s), 7. Juni 2024 in Eugene
  - 200 Meter (Halle): 21,24 s, 23. Februar 2024 in Birmingham